# Municipio de Big Creek (Míchigan)
El municipio de Big Creek (en inglés: Big Creek Township) es un municipio ubicado en el condado de Oscoda en el estado estadounidense de Míchigan. En el año 2010 tenía una población de 2827 habitantes y una densidad poblacional de 7,62 personas por km².

## Geografía
El municipio de Big Creek se encuentra ubicado en las coordenadas 44°36′7″N 84°15′6″O / 44.60194, -84.25167. Según la Oficina del Censo de los Estados Unidos, el municipio tiene una superficie total de 370.77 km², de la cual 366,9 km² corresponden a tierra firme y (1,04 %) 3,86 km² es agua.

## Demografía
Según el censo de 2010, había 2827 personas residiendo en el municipio de Big Creek. La densidad de población era de 7,62 hab./km². De los 2827 habitantes, el municipio de Big Creek estaba compuesto por el 96,85 % blancos, el 0,21 % eran afroamericanos, el 0,85 % eran amerindios, el 0,07 % eran asiáticos, el 0,32 % eran de otras razas y el 1,7 % eran de una mezcla de razas. Del total de la población el 1,27 % eran hispanos o latinos de cualquier raza.